# Eudonia luteusalis
Eudonia luteusalis là một loài bướm đêm trong họ Crambidae.